# Sân bay An Hòa
Sân bay An Hoà là một sân bay ở Việt Nam. Sân bay này trước 1975 chỉ dùng cho dân sự, hỗ trợ cho khu công nghiệp An Hòa nhưng chỉ một thời gian ngắn rồi khu công nghiệp phá sản, sân bay cũng không còn sử dụng nữa.
Gần về phía Duy Thu, nằm ở hồ Khe Tân là dấu tích của sân bay Đức Dục. Khi chiến kết thúc, sân bay bị bom mìn cày xới, những gì còn sót lại mà có thể sử dụng được không đáng kể nên giờ sân bay chỉ còn vài đoạn đường băng ngắn, hiện nay sân bay đã bị bỏ hoang và chìm hoàn toàn dưới hồ